# Ifeoma Iheanacho
Ifeoma Iheanacho (ur. 2 stycznia 1988) – nigeryjska zapaśniczka walcząca w stylu wolnym. Brązowa medalistka mistrzostw świata w 2009 i 2010. Zdobyła pięć medali na mistrzostwach Afryki; w tym złote, w 2008, 2010 i 2012. Brązowa medalistka igrzysk wspólnoty narodów w 2010. Mistrzyni Wspólnoty Narodów w 2013 roku.